# Bruno Vailati
Bruno Vailati, né le 2 septembre 1919 à Alexandrie (sultanat d'Égypte) et mort le 26 février 1990 à Rome (Latium, Italie), est un partisan et cinéaste italien. Il est également connu comme écologiste, plongeur sous-marin et documentariste reconnu du monde maritime.
Son nom de partisan communiste dans la 8e brigade Garibaldi pendant la Seconde Guerre mondiale était Italo Morandi.

## Biographie

### Résistance antifasciste
Fils d'un père italien et d'une mère égyptienne, diplômé en droit et en sciences sociales, il se trouve à Rome le 8 septembre 1943 lors de l'armistice de Cassibile. À l'âge de 24 ans, il entre dans la Résistance en participant à la distribution d'armes à la population. Vers le 18 septembre, il se rend en Romagne où, en contact avec le socialiste Torquato Nanni (it) (promoteur de la Résistance dans les Apennins de Forlì), il participe en octobre 1944 à l'organisation de l'évasion de certains généraux britanniques réfugiés à Seghettina, notamment les généraux Philip Neame et Richard O'Connor. Sur place, d'autres généraux britanniques (John Frederick Boyce Combe et Edward Joseph Todhunter) restent, avec l'intention de contribuer à la constitution des groupes de partisans naissants dans la région et d'aider les prisonniers britanniques de passage (les deux généraux susmentionnés et d'autres soldats britanniques rejoindront en fait la Brigade Romagnole Garibaldi commandée par Libero (it) du début janvier à la fin mars 1944). Après avoir franchi les lignes allemandes, les généraux britanniques, conduits par Bruno Vailati, arrivent dans le sud de l'Italie, en territoire contrôlé par les Alliés.
C'est là que Vailati est formé à la guérilla par les unités de l'OSS et qu'il est ensuite parachuté en Romagne, dans la zone opérationnelle de la 8e brigade Garibaldi en cours de reconstitution, en juillet 1944. Sous le nom de guerre d'Italo Morandi, il assume en fait le rôle de conseiller militaire du commandant de la formation, Pietro Mauri,, et est chargé, jusqu'au début du mois de septembre 1944, de former les partisans à la guérilla, en particulier d'instruire certaines escouades à l'utilisation des explosifs et au sabotage. Nommé chef d'état-major de la brigade à la fin du mois de septembre 1944, il assure la fonction d'officier de liaison avec les Alliés jusqu'à la libération de Forli et la dissolution de la brigade en novembre 1944.

### Carrière cinématographique
Après la guerre, Bruno Vailati est devenu cinéaste. En 1954, il écrit le scénario du documentaire Le Sixième Continent sur une expédition de plongée en mer Rouge. En 1958, il est producteur du film d'aventure Hercule et la Reine de Lydie (1959) avec Steve Reeves. En 1959, il produit le film d'aventure La Bataille de Marathon de Jacques Tourneur et Mario Bava. En 1960, il co-scénarise et co-réalise avec Arthur Lubin Le Voleur de Bagdad avec Edy Vessel et à nouveau Reeves. En 1963, il tourne avec Charles Frend le film de guerre Défi à Gibraltar avec James Mason, Lilli Palmer et Alberto Lupo. En 1964 est diffusée à la télévision sa série documentaire en treize épisodes L'enciclopedia del mare. 
En 1970, Vailati a reçu le prix spécial aux David-di-Donatello Awards pour son documentaire Andrea Doria -74 (it), qui traite d'une expédition de plongée américano-italienne vers l'épave du paquebot Andrea Doria en 1968. En 1976, son documentaire Hommes et Requins est diffusé au cinéma. La même année, il réalise la mini-série Naumachos (une coproduction entre l'Allemagne de l'Est et l'Italie) avec Mario Adorf, diffusée pour la première fois à la télévision de la RDA en 1986.

### Écologie
Dans les années 1980, Vailati était un écologiste actif qui s'engageait dans des initiatives de protection de la nature dans les régions montagneuses des Monts Simbruins. En son honneur, la commune de Campaegli a donné son nom à un sentier naturel. Aujourd'hui, Vailati est considéré, avec d'autres personnalités telles que Jacques-Yves Cousteau, Raimondo Bucher (it) et Folco Quilici, comme l'un des grands experts et vulgarisateurs de la mer de son époque,,.

### Mort
Bruno Vailati est décédé d'un cancer le 26 février 1990.

## Filmographie

### Réalisateur et scénariste
- 1959 : La Bataille de Marathon (La battaglia di Maratona), coréalisé avec Mario Bava et Jacques Tourneur
- 1961 : Le Voleur de Bagdad (Il ladro di Bagdad), coréalisé avec Arthur Lubin
- 1963 : Défi à Gibraltar (Beta Som), coréalisé avec Charles Frend
- 1964 : L'enciclopedia del mare (série télévisée)
- 1970 : Andrea Doria -74 (it) (documentaire)
- 1976 : Hommes et Requins (Uomini e squali) (documentaire)
- 1977 : Cari mostri del mare (documentaire)
- 1978 : Pericolo negli abissi (documentaire)

### Scénariste
- 1954 : Le Sixième Continent (Sesto continente) de Folco Quilici
- 1955 : Lo svitato (it) de Carlo Lizzani
- 1962 : La Flèche d'or (L'arciere delle mille e una notte) de Antonio Margheriti

### Producteur
- 1959 : Hercule et la Reine de Lydie (Ercole e la regina di Lidia) de Pietro Francisci
- 1959 : La Bataille de Marathon (La battaglia di Maratona) de Jacques Tourneur et Mario Bava